# Cercyonis
Cercyonis är ett släkte av fjärilar. Cercyonis ingår i familjen praktfjärilar.

## Bildgalleri

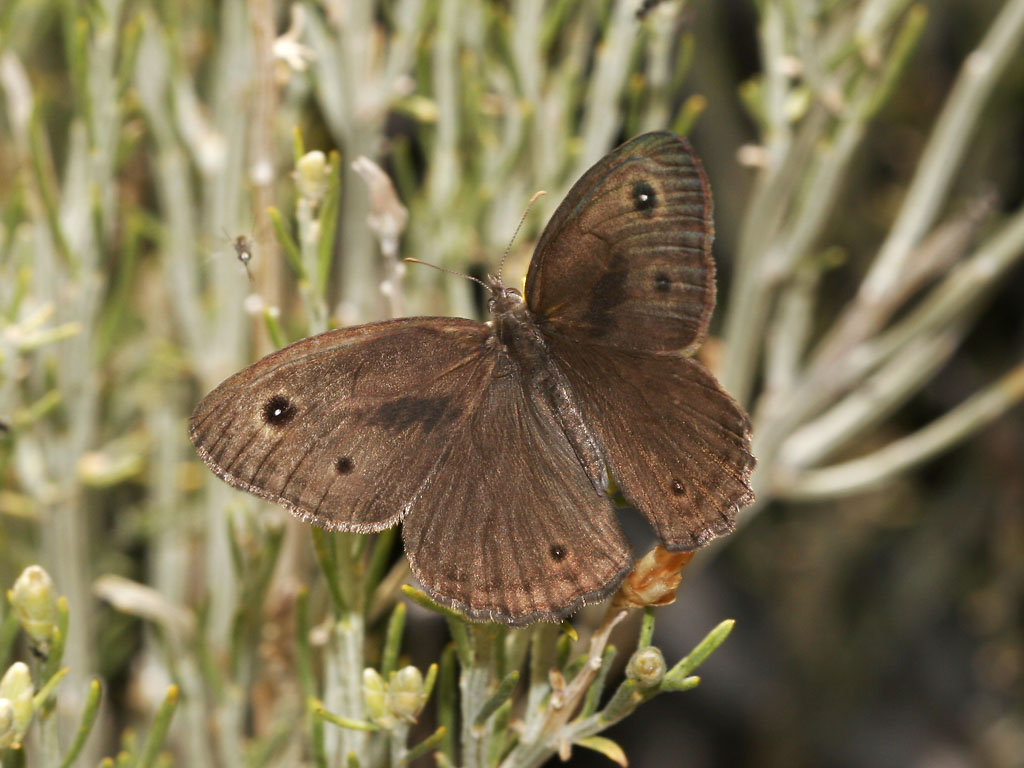

## Dottertaxa tillCercyonis, i alfabetisk ordning[1]
- Cercyonis abbotti
- Cercyonis alamosa
- Cercyonis alope
- Cercyonis ariane
- Cercyonis baroni
- Cercyonis behrii
- Cercyonis boopis
- Cercyonis borealis
- Cercyonis carolina
- Cercyonis charon
- Cercyonis damei
- Cercyonis gabbii
- Cercyonis hoffmani
- Cercyonis incana
- Cercyonis maritima
- Cercyonis masoni
- Cercyonis meadi
- Cercyonis melania
- Cercyonis mexicana
- Cercyonis nephele
- Cercyonis ochracea
- Cercyonis oetus
- Cercyonis okius
- Cercyonis olympus
- Cercyonis pallescens
- Cercyonis paulus
- Cercyonis pegala
- Cercyonis phocus
- Cercyonis silvestris
- Cercyonis sthenele
- Cercyonis texana
- Cercyonis wheeleri